# Wentworth (serial telewizyjny)
Wentworth – australijski serial telewizyjny wyprodukowany przez FremantleMedia Australia. Emitowany jest od 1 maja 2013 roku na kanale SoHo. 
W Polsce serial jest emitowany od 2 kwietnia 2014 na kanale FilmBox.

## Obsada
- Kate Atkinson jako Vera Bennett
- Celia Ireland jako Elizabeth "Liz" Birdsworth
- Shareena Clanton jako Doreen "Dor" Anderson
- Katrina Milosevic jako Sue "Boomer" Jenkins
- Robbie J. Magasiva jako Will Jackson
- Socratis Otto jako Maxine Conway
- Tammy Macintosh jako Karen "Kaz" Proctor
- Kate Jenkinson jako Allie Novak
- Bernard Curry jako Jake Stewart
- Nicole da Silva jako Francesca "Franky" Doyle
- Pamela Rabe jako Joan Ferguson
- Danielle Cormack jako Bea Smith
- Aaron Jeffery jako Matthew "Fletch" Fletcher
- Kris McQuade jako Jackie "Jacs" Holt
- Leeanna Walsman jako Erica Davidson
- Catherine McClements jako Meg Jackson
- Sigrid Thornton jako Sonia Stevens

## Odcinki
| Seria | Odcinki | Oryginalna emisja | Oryginalna emisja    | Oryginalna emisja | Oryginalna emisja |
| Seria | Odcinki | Premiera serii    | Finał serii          | Premiera serii    | Finał serii       |
| ----- | ------- | ----------------- | -------------------- | ----------------- | ----------------- |
| 1     | 13      | 1 maja 2013       | 3 lipca 2013         | 2 kwietnia 2014   | 4 czerwca 2014    |
| 2     | 12      | 20 maja 2014      | 5 sierpnia 2014      |                   |                   |
| 3     | 12      | 7 kwietnia 2015   | 23 czerwca 2015      |                   |                   |
| 4     | 12      | 10 maja 2016      | 26 lipca 2016        |                   |                   |
| 5     | 12      | 4 kwietnia 2017   | 20 czerwca 2017      |                   |                   |
| 6     | 12      | 19 czerwca 2018   | 4 września 2018      |                   |                   |
| 7     | 10      | 28 maja 2019      | 30 lipca 2019        |                   |                   |
| 8     | 10      | 28 lipca 2020     | 29 września 2020     |                   |                   |
| 9     | 10      | 24 sierpnia 2021  | 26 października 2021 |                   |                   |